# Jens Paludan-Müller (historiker)
 For alternative betydninger, se Jens Paludan-Müller. (Se også artikler, som begynder med Jens Paludan-Müller)
Jens Paludan-Müller (født 10. marts 1836 i Odense, død 6. februar 1864) var en dansk historiker. Han var den eneste søn af Caspar Paludan-Müller.
Paludan-Müller blev student fra Nykøbing Katedralskole i 1855. Han læste herefter teologi og tog teologisk embedseksamen i 1862. Han interesserede sig bl.a. for digtekunst og landets fortidsminder. Da Københavns Universitet i 1862 udsatte en prisopgave om Gullands (Gotland) historie, han forsøgte sig at vinde den. Han vandt prisen året efter.
Han var rekrut i lejren på Lammefælled. Som menig i 1. regiment blev han sendt til Gottorp og Dannevirke. Han deltog under Slaget ved Sankelmark den 6. februar 1864, hvor han blev han dræbt ved et skud gennem øjet. Der er rejst mindesten over ham i Borchs Kollegiums have. Hans fader udgav 1865 hans efterladte arbejde: Gullands Forhold til Danmark og Sverige i det 14., 15. og 16. Aarhundrede, ledsaget af en biografi.